# Vĩnh Tuy (phường)
Vĩnh Tuy là một phường thuộc thành phố Hà Nội, Việt Nam.

## Địa lý
Phường Vĩnh Tuy có vị trí địa lý:
- Phía Đông tiếp giáp phường Vĩnh Hưng (ranh giới đi theo cầu Vĩnh Tuy - phố Dương Văn Bé - phố Tân Khai)
- Phía Tây tiếp giáp phường Tương Mai, Bạch Mai (ranh giới đi dọc theo sông Kim Ngưu - đường Tam Trinh)
- Phía Nam tiếp giáp phường Tương Mai (ranh giới đi theo đường Lĩnh Nam)
- Phía Bắc tiếp giáp phường Hai Bà Trưng, Hồng Hà (ranh giới đi theo đường Trần Khát Chân - đê Nguyễn Khoái)

## Lịch sử
Ngày 21 tháng 12 năm 1974, UBND TP. Hà Nội ban hành Quyết định về việc thành lập tiểu khu Vĩnh Tuy thuộc khu phố Hai Bà Trưng.
Tháng 12 năm 1978, UBND TP. Hà Nội ban hành Quyết định về việc sắp xếp tiểu khu Vĩnh Tuy thuộc khu phố Hai Bà Trưng.
Năm 1980, tiểu khu Vĩnh Tuy thuộc khu phố Hai Bà Trưng.
Ngày 3 tháng 1 tháng 1981, Hội đồng Chính phủ ban hành Quyết định số 3-CP về việc thống nhất tên gọi các đơn vị hành chính ở nội thành, nội thị.
Ngày 10 tháng 6 năm 1981, UBND TP. Hà Nội ban hành Quyết định về việc:
- Đổi tên khu phố Hai Bà Trưng thành quận Hai Bà Trưng.
- Thành lập phường Vĩnh Tuy thuộc quận Hai Bà Trưng.

Tính đến ngày 31/12/2024, phường Vĩnh Tuy có diện tích 1,60 km² và quy mô dân số là 46.929 người.
Ngày 16 tháng 6 năm 2025, Quốc hội Việt Nam quyết định sắp xếp một phần diện tích tự nhiên, quy mô dân số của các phường Vĩnh Tuy, Thanh Lương (quận Hai Bà Trưng cũ), Vĩnh Hưng và Mai Động (quận Hoàng Mai cũ) thành phường mới có tên gọi là phường Vĩnh Tuy.

## Địa chỉ trụ sở các cơ quan
- Trụ sở Đảng ủy phường: Số 25A, ngõ 13 đường Lĩnh Nam, phường Vĩnh Tuy (Địa chỉ cũ: Số 25A, ngõ 13 đường Lĩnh Nam, phường Mai Động, quận Hoàng Mai)
- Trụ sở UBND phường: Số 35, phố Vĩnh Tuy, phường Vĩnh Tuy (Địa chỉ cũ: Số 35, phố Vĩnh Tuy, phường Vĩnh Tuy, quận Hoàng Mai)